# Кори Доктороу
Кори Доктороу (на английски: Cory Doctorow) е канадски блогър, журналист и писател на научна фантастика.

## Биография и творчество
Роден е в град Торонто, провинция Онтарио. Той е активист за либерализация в законите за авторското право и защитник на идеята на договорите Криейтив Комънс, под чиито условия са публикувани всичките му романи.

### Романи
- Down and Out in the Magic Kingdom (2003)
Ден за ден в Магическото царство, прев. Петър Тушков[1]
- Eastern Standard Tribe (2004)
- Someone Comes to Town, Someone Leaves Town (2005)
- Little Brother (2008)
Малкия брат, изд.: ИК „Бард“, София (2010), прев. Красимир Вълков
- Makers (2009)
- For The Win (2010)
- The Rapture of the Nerds (2012)
- Pirate Cinema (2012)
- Homeland (2013)
- Walkaway (2017)
- Attack Surface (2020)

### Разкази и сборници
- 0wnz0red (2002) – разказ
- Truncat (2003) – разказ, своеобразно продължение на „Down and Out in the Magic Kingdom“
- A Place So Foreign and Eight More (2003) – сборник разкази
- "i, robot" (разказ, номинация за наградата Хюго, 2005)
- Overclocked: Stories of the Future Present (сборник разкази, 2007)
- "Scroogled" (2007) – разказ
- "True Names" (2008) – разказ, в съавторство с Бенджамин Розенбаум
- "With a Little Help" (2010) – сборник разкази

### Графични новели
- In Real Life (2014), илюстрирана от Jen Wang
- Poesy the Monster Slayer (2020), илюстрирана от Matt Rockefeller